# Els Manxons
Els Manxons és una entitat de població al sud del municipi de Callús situat a la dreta del riu Cardener i al voltant de la masia de can Mestret, vora la carretera que puja al poble de Sant Mateu de Bages.
Aquest barri, format per setze cases, fou el primer nucli de població del municipi. Es trobava situat al camí de la Sal, que fins a la primera meitat del segle xix pujava cap a Cardona pel marge dret del Cardener. Amb la construcció de la carretera pel marge esquerra a mitjans del segle xix la barriada es va anar abandonant, fins que el 1984 en marxà la darrera família de les antigues cases del nucli, que el 1992 van acabar d'enderrocar per tal de fer-hi una zona industrial i les escoles i desplaçant la ubicació del nucli habitat cap al nord. El 2001 tenia 47 habitants.
Només se'n conserva un conjunt de 8 tines agrupades en filera, on hi havia la Masia de can Mestret, que havia estat un hostal de parada per als traginers que duien la sal des de Cardona cap a Manresa i Barcelona. L'hostal fou conegut com a "L'hostal de l'Esquella" o també "L'hostal de Cal Mestret" o "Hostal de les Xemeneies" (per les xemeneies de les indústries properes).
La construcció de les tines cal situar-la a mitjans del segle XVIII fins a finals del segle xix. La major part de les construccions són fetes de pedra, morter de calç i impermeabilitzades a l'interior amb cairons. La coberta és de teules. Tanmateix, algunes de les construccions on es troben els dipòsits presenten reformes que han sofert al llarg del temps i, per tant, els acabats són fets de maons més moderns; i, en alguna de les parets de la part baixa, fins i tot es pot observar la presència de tapial. Presenten dues entrades: una a la part superior, per on s'entrava la verema, i una a la part més baixa. Cada un dels dipòsits o tina es troba dins la seva pròpia estructura i/o construcció. Actualment, a la part exterior hi ha un breu cartell informatiu que les contextualitza. Aquest conjunt de tines s'han rehabilitat i museïtzat parcialment per tal de poder-les visitar: és possible veure’n l’interior des de fora, ja que s'hi ha instal·lat un polsador de llum per il·luminar-les; i també és possible accedir-hi demanant la clau a l’ajuntament prèviament.

## Etimologia
El topònim “Els Maxons” té dues versions sobre el seu origen. La primera, diu que ve de “manxó”: estri per avivar el foc de les xemeneies de l’hostal. L'altra, afirma que el mot prové del vocable llatí “Maxania”, que vol dir vila. Aquesta segona hipòtesi podria justificar-se pel fet que, quan el 1292, el cavaller Berenguer de Rajadell i la seva muller Blanca, venen a Ramon Eimeric tots els drets que tenen als masos de la Tosa, les Comes, de les Cases dels Clapers, situats a Callús, també li venen tots els drets que tenen al mas de “Vila Manchada” “item vendimus vobis omnie jsut et diritum que habemus inomnius honiribus quaos manos de vila Mancahda et hereditatis ipsus manso pro novis tenent in termino dicti castri de Catrolucio”.